# Raffaele Radice
Raffaele Radice (Fano, 21 juni 1996) is een Italiaans wielrenner die anno 2021 rijdt voor Mg.k Vis VPM.
Radice reed in 2015 en 2016 voor de Italiaanse wielerploeg Sangemini-MG.Kvis-Vega. Nadat hij van 2017 tot en met 2019 bij de amateurs reed ging hij in 2020 weer voor dezelfde ploeg rijden.

## Ploegen
- 2015 –  Sangemini-MG.Kvis-Vega
- 2016 –  Sangemini-MG.Kvis-Vega
- 2020 –  Sangemini-MG.Kvis-Vega
- 2021 –  Sangemini-MG.Kvis-Vega